# Ajahn Brahm
Phra Visuddhisamvarathera, mais conhecido como Ajahn Brahmavamso, ou simplesmente Ajahn Brahm, nasceu como Peter Betts no dia 7 de agosto de 1951. É um monge budista Theravada britânico e, atualmente, é o Abade do Mosteiro Bodhinyana, localizado em Serpentine, na Austrália Ocidental. Também é o Diretor Espiritual do Buddhist Society of Western Austrália, Conselheiro Espiritual do Buddhist Society of Victoria, Conselheiro Espiritual do Buddhist Society of South Australia, Patrono Espiritual da Comunidade Budista de Singapura, Patrono Espiritual do Brahm Centre em Singapura, Patrono Espiritual da Bodhikusuma Centre em Sydney, e, mais recentemente, Conselheiro espiritual do projeto Anukampa Bhikkhuni do Reino Unido.

## Vida pré-monástica
Peter Betts nasceu em Londres, Reino Unido, em 7 de agosto de 1951. Vindo de uma classe trabalhadora, estudou na Escola Latymer Upper em Londres e, de lá, ganhou uma bolsa de estudos para estudar Física teórica na Universidade de Cambridge, no final da década de 60. Em Cambridge, juntou-se à Sociedade Budista da universidade e, depois de algumas semanas, aos 18 anos, viu um monge pela primeira vez. Ele soube desde então que era aquilo que ele queria para seu futuro. Depois de se formar em Cambridge, lecionou no ensino médio por mais um ano antes de viajar para a Tailândia para se ordenar como monge .

## Vida monástica
Ordenado em 1974 como monge (bhikkhu) por Somdet Buddhajahn, no mosteiro Wat Saket em Banguecoque, Ajahn Brahm viajou para o nordeste da Tailândia em janeiro de 1975 e tornou-se aluno de Ajahn Chah, em Wat Pa Pong. Naquele mesmo ano, tornou-se um membro fundador da sangha de Wat Pa Nanachat, um mosteiro estabelecido perto de Wat Pa Pong por Ajahn Chah para atender ao crescente número de ocidentais que estavam chegando para se ordenar e treinar com ele. Ajahn Brahm tornou-se Mestre do Vinaya (código de disciplina monástica) em Wat Pah Nanachat em 1975, até a sua partida em 1983. Nesta época, foi convidado pela Buddhist Society of Western Austrália (BSWA) para ir à Perth juntamente com outro monge, Ajahn Jagaro. Mais tarde naquele ano, a BSWA adquiriu terras rurais em Serpentine, ao sul de Perth. Ajahn Brahm tornou-se o monge co-fundador e o abade adjunto do mosteiro Bodhinyana no final de 1983.
Com a partida de Ajahn jagaro em 1995, Ajahn Brahm tornou-se o abade oficial do mosteiro Bodhinyana. Em 2004 recebeu a Medalha John da Curtin University, pela sua capacidade de liderança e pelos serviços prestados à comunidade australiana. Já em 2006, recebeu o título "Tan Chao Khun" pelo Rei da Tailândia, que é semelhante a ser considerado um Bispo. Como resultado disso, o mosteiro de Ajahn Brahm recebe anualmente uma túnica monástica simbólica do rei da Tailândia, como um sinal de patrocínio real àquele mosteiro.

## Apoio à comunidade LGBT
Ajahn Brahm já discursou abertamente sobre o seu apoio ao casamento de indivíduos do mesmo sexo. Em uma conferência em Singapura, no ano de 2014, relatou que ficou orgulhoso ao ter feito uma benção no casamento de um casal homossexual da Noruega e enfatizou que os ensinamentos budistas não discriminam as pessoas com base na orientação sexual. Segundo o próprio Ajahn Brahm: 
"Não há nada nos sutras, nos ensinamentos do Buda, que discrimine qualquer pessoa por causa da raça, religião ou da orientação sexual. Eu peço a todos os budistas que mostrem compaixão e respeito por todos. (...) Se você discrimina e suprime a natureza sexual de uma pessoa, isso poderá gerar péssimas consequências. É uma das razões pelas quais, em países civilizados e modernos do Ocidente, é reconhecido que a discriminação prejudica toda a sociedade (...)"

## Ordenação de Bhikkhunis
Em 22 de outubro de 2009, Ajahn Brahm e Ajahn Sujato promoveram uma cerimônia de ordenação para bhikkhunis, onde quatro budistas femininas (Veneráveis Ajahns Vayama, Nirodha, Seri e Hasapañña) foram ordenadas na Sangha Theravada Ocidental de Bhikkhunis. A cerimônia de ordenação ocorreu no mosteiro Bodhinyana de Ajahn Brahm, em Serpentine, Austrália. Embora já tenha acontecido outras ordenações de Bhikkhunis na Califórnia, EUA, e no Sri Lanka, a cerimônia de Ajahn Brahm foi a primeira da Tradição da Floresta Tailandesa (após a extinção da ordem das monjas) e gerou uma grande controvérsia . Segundo Ajahn Brahm: 
Eu também já cheguei a pensar, quando eu era um jovem monge na Tailândia, que este problema tinha um status legal/oficial, ou seja, de que a ordem das bhikkhunis não poderia ser revivida. Mas, investigado e estudando, descobri que muitos dos obstáculos em que acreditávamos não estavam realmente lá. Alguém como Bhikkhu Bodhi (um respeitável irmão erudito da linhagem Theravada) chegou a pesquisar o Vinaya em Pali e seu artigo é um dos mais eloquentes que eu já vi - justo, equilibrado; fez eu ver que "Sim, é possível, por que não? faça isso?